# Arachnurini
Arachnurini è una tribù di ragni appartenente alla famiglia Araneidae.

## Etimologia
Il nome deriva dal greco ἀρὰχνη, aràchne, cioè ragno e οὐρὰ, urà, cioè coda, parte terminale, perché hanno l'opistosoma allungato a guisa di coda, e il suffisso -ini, che designa l'appartenenza ad una tribù.

## Tassonomia
Al 2011, si compone di 1 genere:
- Arachnura Vinson, 1863